# العلاقات المجرية الصربية
العلاقات المجرية الصربية هي العلاقات الثنائية التي تجمع بين المجر وصربيا.

## مقارنة بين البلدين
هذه مقارنة عامة ومرجعية للدولتين:
| وجه المقارنة                                              | المجر                                                       | صربيا                                                      |
| --------------------------------------------------------- | ----------------------------------------------------------- | ---------------------------------------------------------- |
| المساحة (كم2)                                             | 93.04 ألف                                                   | 88.36 ألف                                                  |
| عدد السكان (نسمة)                                         | 9.78 مليون                                                  | 7.02 مليون                                                 |
| الكثافة السكانية (ن./كم²)                                 | 105.12                                                      | 79.45                                                      |
| العاصمة                                                   | بودابست                                                     | بلغراد                                                     |
| اللغة الرسمية                                             | لغة مجرية                                                   | اللغة الصربية                                              |
| العملة                                                    | فورنت مجري                                                  | دينار صربي                                                 |
| الناتج المحلي الإجمالي (بليون دولار)                      | 139.14 مليار                                                | 41.43 مليار                                                |
| الناتج المحلي الإجمالي (تعادل القوة الشرائية) بليون دولار | 260.42 مليار                                                | 100.13 مليار                                               |
| الناتج المحلي الإجمالي الاسمي للفرد دولار أمريكي          | 12.36 ألف                                                   | 5.24 ألف                                                   |
| الناتج المحلي الإجمالي للفرد دولار أمريكي                 | 25.07 ألف                                                   | 13.59 ألف                                                  |
| مؤشر التنمية البشرية                                      | 0.828                                                       | 0.771                                                      |
| رمز المكالمات الدولي                                      | +36                                                         | +381                                                       |
| رمز الإنترنت                                              | .hu                                                         | .rs، .срб ‏                                                 |
| المنطقة الزمنية                                           | ت ع م+01:00، ت ع م+02:00، أوروبا/بودابست ‏، توقيت وسط أوروبا | توقيت وسط أوروبا، ت ع م+01:00، ت ع م+02:00، أوروبا/بلغراد ‏ |

## مدن متوأمة
في ما يلي قائمة باتفاقيات التوأمة بين مدن مجرية وصربية:
- ترتبط ناجيكانيزسا مع Kanjiža [الإنجليزية]‏ باتفاقية توأمة منذ 1 يونيو 1998.
- ترتبط Békés [الإنجليزية]‏ مع Novi Itebej [الإنجليزية]‏ باتفاقية توأمة.
- ترتبط بيكيسكسابا مع زرنجانین باتفاقية توأمة منذ 1970.[15]
- ترتبط Ferencváros [الإنجليزية]‏ مع Kanjiža [الإنجليزية]‏ باتفاقية توأمة.
- ترتبط Kisújszállás [الإنجليزية]‏ مع Pačir [الإنجليزية]‏ باتفاقية توأمة.
- ترتبط Kiskunmajsa [الإنجليزية]‏ مع باتشكا توبولا باتفاقية توأمة.
- ترتبط Makó [الإنجليزية]‏ مع أدا باتفاقية توأمة.
- ترتبط Tiszaföldvár [الإنجليزية]‏ مع باتشكو غراديشتي باتفاقية توأمة.
- ترتبط باجا (المجر) مع سوبتيتسا باتفاقية توأمة.
- ترتبط Harkány [الإنجليزية]‏ مع باتشكو بيتروفو سيلو باتفاقية توأمة.[16][17][18][19]
- ترتبط هدمزوفازارهلي مع Sokobanja [الإنجليزية]‏ باتفاقية توأمة منذ 2001.
- ترتبط Tolna, Hungary [الإنجليزية]‏ مع Palić [الإنجليزية]‏ باتفاقية توأمة.
- ترتبط Nagydobos [الإنجليزية]‏ مع Kikinda [الإنجليزية]‏ باتفاقية توأمة.
- ترتبط Budakalász [الإنجليزية]‏ مع أدا باتفاقية توأمة.
- ترتبط Erzsébetváros [الإنجليزية]‏ مع ستاري غراد، بلغراد [الإنجليزية]‏ باتفاقية توأمة منذ 2008.
- ترتبط بوداورس مع Kanjiža [الإنجليزية]‏ باتفاقية توأمة.
- ترتبط يانوشهالما [الإنجليزية]‏ مع Srbobran [الإنجليزية]‏ باتفاقية توأمة.
- ترتبط Kiskunfélegyháza [الإنجليزية]‏ مع Kikinda [الإنجليزية]‏ باتفاقية توأمة.
- ترتبط Battonya [الإنجليزية]‏ مع بيوتشين باتفاقية توأمة.
- ترتبط Szentes [الإنجليزية]‏ مع باتشكا توبولا باتفاقية توأمة.
- ترتبط Domaszék [الإنجليزية]‏ مع Bački Vinogradi [الإنجليزية]‏ باتفاقية توأمة.
- ترتبط Ásotthalom [الإنجليزية]‏ مع Bački Vinogradi [الإنجليزية]‏ باتفاقية توأمة.
- ترتبط Orosháza [الإنجليزية]‏ مع Srbobran [الإنجليزية]‏ باتفاقية توأمة.
- ترتبط Bakonycsernye [الإنجليزية]‏ مع Nova Crnja [الإنجليزية]‏ باتفاقية توأمة.
- ترتبط تاتا مع Kanjiža [الإنجليزية]‏ باتفاقية توأمة.
- ترتبط سكسارد مع بيتشي باتفاقية توأمة.
- ترتبط 16th district of Budapest [الإنجليزية]‏ مع Mali Iđoš [الإنجليزية]‏ باتفاقية توأمة.
- ترتبط إيرد مع سوبتيتسا باتفاقية توأمة.
- ترتبط Felsőzsolca [الإنجليزية]‏ مع Kanjiža [الإنجليزية]‏ باتفاقية توأمة.
- ترتبط Mezőtúr [الإنجليزية]‏ مع Novi Bečej [الإنجليزية]‏ باتفاقية توأمة.
- ترتبط Kondoros [الإنجليزية]‏ مع Kikinda [الإنجليزية]‏ باتفاقية توأمة.
- ترتبط Röszke [الإنجليزية]‏ مع Kanjiža [الإنجليزية]‏ باتفاقية توأمة.
- ترتبط Ráckeve [الإنجليزية]‏ مع Kovin [الإنجليزية]‏ باتفاقية توأمة.
- ترتبط Kunszentmiklós [الإنجليزية]‏ مع Skorenovac [الإنجليزية]‏ باتفاقية توأمة.
- ترتبط بيتش مع نوفي ساد باتفاقية توأمة.
- ترتبط كيش كونهالاش [الإنجليزية]‏ مع سوبتيتسا باتفاقية توأمة.
- ترتبط كيكسكيميت مع سوبتيتسا باتفاقية توأمة منذ 2006.[20][20][20]
- ترتبط غودولو مع زينتا باتفاقية توأمة.
- ترتبط سيجد مع سوبتيتسا باتفاقية توأمة منذ 6 نوفمبر 1993.[21][21]
- ترتبط Újbuda [الإنجليزية]‏ مع أدا باتفاقية توأمة.
- ترتبط Nemesnádudvar [الإنجليزية]‏ مع أدا باتفاقية توأمة.
- ترتبط Nagyszénás [الإنجليزية]‏ مع Nova Crnja [الإنجليزية]‏ باتفاقية توأمة.
- ترتبط سولنوك مع Kikinda [الإنجليزية]‏ باتفاقية توأمة منذ 1990.
- ترتبط Inárcs [الإنجليزية]‏ مع أدا باتفاقية توأمة.
- ترتبط Mórahalom [الإنجليزية]‏ مع Temerin [الإنجليزية]‏ باتفاقية توأمة.
- ترتبط بودابست مع سوبتيتسا باتفاقية توأمة منذ 28 سبتمبر 1992.[22][22][22][22]
- ترتبط Belváros-Lipótváros [الإنجليزية]‏ مع باتشكا توبولا باتفاقية توأمة.
- ترتبط Zirc [الإنجليزية]‏ مع سوبتيتسا باتفاقية توأمة.
- ترتبط دوناوجفاروس مع سريمسكا ميتروفيتشا باتفاقية توأمة.
- ترتبط جرنغراتة مع بيتشي باتفاقية توأمة.

## منظمات دولية مشتركة
يشترك البلدان في عضوية مجموعة من المنظمات الدولية، منها:
| علم المنظمة | اسم المنظمة                               | تاريخ انضمام المجر | تاريخ انضمام صربيا |
| ----------- | ----------------------------------------- | ------------------ | ------------------ |
|             | وكالة ضمان الاستثمار متعدد الأطراف        | 21 أبريل 1988      | 19 مارس 1993       |
|             | الأمم المتحدة                             | 14 ديسمبر 1955     | 1 نوفمبر 2000      |
|             | الفريق المعني برصد الأرض                  | ?                  | ?                  |
|             | منظمة حظر الأسلحة الكيميائية              | ?                  | ?                  |
|             | منظمة الشرطة الجنائية الدولية             | ?                  | ?                  |
|             | منظمة الأمن والتعاون في أوروبا            | 25 يونيو 1973      | 3 يونيو 2006       |
|             | مؤسسة التنمية الدولية                     | 29 أبريل 1985      | 25 فبراير 1993     |
|             | يونسكو                                    | 14 سبتمبر 1948     | 20 ديسمبر 2000     |
|             | مجلس أوروبا                               | 6 نوفمبر 1990      | 3 أبريل 2003       |
|             | الاتحاد البريدي العالمي                   | ?                  | ?                  |
|             | البنك الدولي للإنشاء والتعمير             | 7 يوليو 1982       | 25 فبراير 1993     |
|             | الاتحاد الدولي للاتصالات                  | 1866               | 1 يونيو 2001       |
|             | مؤسسة التمويل الدولية                     | 29 أبريل 1985      | 25 فبراير 1993     |
|             | المنظمة الأوروبية لسلامة الملاحة الجوية   | 1992               | 2005               |
|             | المركز الدولي لتسوية المنازعات الاستشارية | 6 مارس 1987        | 8 يونيو 2007       |
|             | مجموعة الموردين النوويين                  | ?                  | ?                  |

## أعلام
هذه قائمة لبعض الشخصيات التي تربطها علاقات بالبلدين:

## وصلات خارجية
- موقع وزارة الخارجية المجرية
- موقع وزارة الخارجية الصربية